# مطالعات راهبردی
مطالعات راهبردی یا مطالعات استراتژیک یک رشته دانشگاهی میان رشته‌ای است که بر مطالعه جنگ و صلح، چه به عنوان یک متغیر مستقل یا یک متغیر وابسته متمرکز است. مطالعات راهبردی اغلب توجه ویژه‌ای به رابطه میان سیاست بین‌الملل، ژئواستراتژی، دیپلماسی بین‌المللی، اقتصاد بین‌الملل و قدرت نظامی (استراتژی)، همانند نقش جاسوسی، دیپلماسی و همکاری‌های بین‌المللی در جهت مسائل امنیتی و دفاعی دارد.